# Kurt Jarasinski
Kurt Jarasinski (n. 6 noiembrie 1938, Elpersbüttel, Schleswig-Holstein, Germania – d. 27 octombrie 2005, Langerwehe, Renania de Nord-Westfalia, Germania) a fost un sportiv ce a reprezentat Germania, medaliat olimpic. A participat la o ediție a Jocurilor Olimpice (1964) în care a câștigat o medalie de aur.